# كريستيان تايلور (كاتب)
كريستيان تايلور (بالإنجليزية: Christian Taylor)‏ هو كاتب سيناريو ومنتج تلفزيوني بريطاني، ولد في 17 يوليو 1968 في لندن في المملكة المتحدة.

## وصلات خارجية
- كريستيان تايلور على موقع IMDb (الإنجليزية)
- كريستيان تايلور على موقع ألو سيني (الفرنسية)
- كريستيان تايلور على موقع أول موفي (الإنجليزية)
- كريستيان تايلور على موقع قاعدة بيانات الأفلام السويدية (السويدية)
- كريستيان تايلور على موقع قاعدة بيانات الفيلم (الإنجليزية)
- كريستيان تايلور على موقع كينوبويسك (الروسية)